# Evita (película)
Evita es una película estadounidense de 1996, filmada en Argentina y Hungría, escrita, dirigida por Alan Parker y producida por él mismo en conjunción con el húngaro estadounidense Andrew G. Vajna y el estadounidense Robert Stigwood. Protagonizada por Madonna y Antonio Banderas en los papeles principales, narra la vida de Eva Perón. Es una adaptación muy fiel de la obra musical homónima de 1975-78, con música de Andrew Lloyd Webber y letras de Tim Rice. Esta adaptación al cine fue ganadora de importantes premios internacionales, entre ellos tres Globos de Oro y un premio Oscar de cinco nominaciones, y afianzó a Madonna como una intérprete fiable y versátil, rebatiendo las críticas contra su elección para el papel.

## Argumento
Las primeras escenas muestran el funeral de Eva Perón (Madonna) y cómo el Che (Antonio Banderas) comienza a narrar la vida de Evita, tal como era llamada María Eva Duarte de Perón por parte del pueblo, compuesto por la clase trabajadora argentina. 
El relato sigue mostrando el funeral del padre, esta vez durante la niñez de Evita, en la ciudad de Junín. El padre mantenía dos familias, una legítima y otra con la madre de Evita. La familia legítima rechaza la presencia de la otra, pero Evita logra eludir la vigilancia y se acerca al ataúd para despedir a su padre. 
Años más tarde, con Evita ya de 15 años, ella decide dejar Junín y viaja a Buenos Aires junto a un cantante de tango, Agustín Magaldi (Jimmy Nail), con quien mantiene una relación sentimental. Pasa el tiempo y es abandonada por Magaldi. Ella comienza a abrirse paso relacionándose con hombres de influencia, y así logra desarrollar una carrera como modelo, actriz, actriz de radioteatro y animadora radial, aprovechando sus dotes oratorias. 
Siempre recordando la pobreza e injusticias de su niñez, comienza a participar en actos políticos y de esta forma conoce y seduce al coronel Juan Domingo Perón (Jonathan Pryce) que aspiraba a la presidencia de la república. Ella se siente identificada con el ideario del llamado peronismo y usa todas sus habilidades para promocionar la carrera política de Perón. Éste es encarcelado por el gobierno de turno y ella inicia una campaña por radio para su liberación, lográndolo. 
Ya en libertad, Perón se encuentra con una enorme base electoral que finalmente lo llevará a ganar la presidencia. Evita se transforma en primera dama y líder espiritual de la clase obrera argentina peronista, llamados los descamisados. Desarrolla una gigantesca labor de beneficios para los desposeídos y a la vez se atrae el odio de la clase pudiente. Con el pretexto de ofrecer su mejor imagen dentro y fuera del país, derrocha grandes sumas de dinero en vestidos y joyas.
Durante una gira internacional, Evita enferma y regresa a Buenos Aires. Su enfermedad es incurable y sabe que morirá pronto. Cree que su vida fue corta como una llama intensa. Una multitud se reúne frente a la Casa Rosada para rezar por su recuperación, llevando velas encendidas consigo, y es testigo cuando se apaga la luz de su habitación, anunciando su muerte. La última escena vuelve a continuar la primera, y durante el funeral el narrador llamado Che besa su ataúd.

## Reparto
| Actor            | Personaje             |
| ---------------- | --------------------- |
| Madonna          | Eva Perón             |
| Antonio Banderas | El Che                |
| Jonathan Pryce   | Juan Domingo Perón    |
| Jimmy Nail       | Agustín Magaldi       |
| Victoria Sus     | Juana Ibarguren       |
| Julian Littman   | Juan Duarte           |
| Olga Merediz     | Bianca Duarte         |
| Laura Pallas     | Elisa Duarte          |
| Julia Worsley    | Erminda Duarte        |
| Peter Polycarpou | Domingo Mercante      |
| Gary Brooker     | Juan Atilio Bramuglia |
| Andrea Corr      | Amante de Juan Perón  |
| Adrià Collado    |                       |

## Comentarios
Al igual que en la versión primitiva estrenada en teatros, todos los diálogos de la película son cantados (salvo unas frases sueltas), mayormente por la propia Eva Perón y por Che, un personaje ficticio que es el narrador del relato y que comenta irónicamente la trayectoria de la que fuera mujer de Juan Perón.
La veracidad del argumento de la película fue fuertemente puesto en duda en Argentina por sectores políticos, del arte y la cultura. Un ejemplo de ello es la canción María Eva del cantautor Ignacio Copani, que entre sus frases dice: «Qué sabe un coreógrafo en Londres de esta historia... Qué sabe del beso que esconde nuestra memoria... María Eva nació en Los Toldos, no en una ópera de ficción...». 
Sin embargo, hay que matizar que la película sigue al pie de la letra la ópera rock grabada en disco en 1975-76 y estrenada en teatro en 1978. En un recurso artístico habitual en cine, literatura y otros géneros, la protagonista de la obra es presentada como una heroína, y si bien se deslizan algunos de sus defectos, toda la obra está perfilada y condicionada por un afán de persuadir, entretener y emocionar al público. Eva Perón sigue siendo un personaje muy debatido, con luces y sombras, y resulta difícil juzgarlo con neutralidad, especialmente en su país.
Entre las canciones más destacadas se encuentran "Don´t cry for me Argentina" y "You Must Love Me", esta última ganadora del Premio Oscar a la mejor canción de 1996, y creada específicamente para la película, ya que no existía en la versión original.
Tras una larga pugna entre diversas actrices de Hollywood, el papel protagonista recayó en la cantante Madonna. Muchísimas actrices se consideraron para el papel principal, entre las cuales destacan Meryl Streep, María Conchita Alonso, Barbra Streisand, Liza Minnelli, Olivia Newton-John, Cher y Michelle Pfeiffer, quien de hecho fue la primera actriz probada para el papel. Es posible encontrar sus grabaciones de algunas canciones de la obra, como "Buenos Aires", "Goodnight & Thank You" y "I'd Be Good For You".
La película supuso para Madonna un récord Guinness, en cuanto al vestuario que lució en ella. Superando la anterior marca de Elizabeth Taylor en Cleopatra (1963), en Evita Madonna lucía 85 modelos.
Para más información sobre la música de la película, ver Evita (banda sonora).

## Resultado comercial
En el fin de semana de su estreno en Estados Unidos, Evita debutó en segunda posición, por detrás de The Relic. Su resultado comercial fue favorable: frente a los 55 millones de dólares de presupuesto (Madonna cobró un millón por su trabajo), Evita recaudó 50 millones en Estados Unidos y otros 91 en el resto del mundo, totalizando 141 millones. Su banda sonora tuvo también resultados relevantes: 12 millones de discos vendidos.

## Premios

### Oscar 1996
| Categoría                 | Persona                                       | Resultado  |
| ------------------------- | --------------------------------------------- | ---------- |
| Mejor canción original    | You Must Love Me Tim Rice Andrew Lloyd Webber | Ganadores  |
| Mejor fotografía          | Darius Khondji                                | Candidato  |
| Mejor dirección artística | Brian Morris Philippe Turlure                 | Candidatos |
| Mejor montaje             | Gerry Hambling                                | Candidato  |
| Mejor sonido              | Andy Nelson Anna Behlmer Ken Weston           | Candidatos |

### Globos de Oro 1997
| Categoría                          | Persona                                       | Resultado |
| ---------------------------------- | --------------------------------------------- | --------- |
| Mejor película - Comedia o musical | Mejor película - Comedia o musical            | Ganador   |
| Mejor director                     | Alan Parker                                   | Candidato |
| Mejor actor - Comedia o musical    | Antonio Banderas                              | Candidato |
| Mejor actriz - Comedia o musical   | Madonna                                       | Ganadora  |
| Mejor canción original             | You Must Love Me Tim Rice Andrew Lloyd Webber | Ganadores |

- Datos: Q245271